# Ei ole üksi ükski maa
Ei ole üksi ükski maa ('Nenhuma terra está sozinha') é uma canção patriótica da Estónia, criada em 1987 por Alo Mattiisen. As letras foram criadas por Jüri Leesment. A música foi criada para apoiar o movimento contra a mineração de fosforito em Virumaa (a chamada Guerra de Fosforito).
A canção é repetidamente representada nos principais festivais de música da Estónia, por exemplo, em 2002 no IX Festival de Canto Juvenil.